# Jiří Kulich
Jiří Kulich, född 14 april 2004, är en tjeckisk professionell ishockeyforward som är kontrakterad till Buffalo Sabres i National Hockey League (NHL) och spelar för Rochester Americans i American Hockey League (AHL).
Han har tidigare spelat för HC Energie Karlovy Vary i Extraliga.
Kulich blev draftad av Buffalo Sabres i första rundan i 2022 års draft som 28:e spelare totalt.

## Statistik
| 2020–2021        | HC Energie Karlovy Vary | Extraliga        | 8  | 0  | 0  | 0  | 0  | —  | — | — | —  | — |
|                  | SK Trhači Kadaň         | 1.chl            | 10 | 3  | 0  | 3  | 2  | —  | — | — | —  | — |
| 2021–2022        | HC Energie Karlovy Vary | Extraliga        | 49 | 9  | 5  | 14 | 4  | 3  | 0 | 1 | 1  | 2 |
| 2022–2023        | Rochester Americans     | AHL              | 62 | 24 | 22 | 46 | 18 | 12 | 7 | 4 | 11 | 2 |
| 2023–2024        | Buffalo Sabres          | NHL              | 1  | 0  | 0  | 0  | 0  | —  | — | — | —  | — |
|                  | Rochester Americans     | AHL              | 16 | 11 | 6  | 17 | 6  | —  | — | — | —  | — |
| NHL totalt       | NHL totalt              | NHL totalt       | 1  | 0  | 0  | 0  | 0  | —  | — | — | —  | — |
| Extraliga totalt | Extraliga totalt        | Extraliga totalt | 57 | 9  | 5  | 14 | 4  | 3  | 0 | 1 | 1  | 2 |
| AHL totalt       | AHL totalt              | AHL totalt       | 78 | 35 | 28 | 63 | 24 | 12 | 7 | 4 | 11 | 2 |

### Internationellt
| Källa: Uppdaterad: 2023-11-26 | Källa: Uppdaterad: 2023-11-26 | Källa: Uppdaterad: 2023-11-26 |         | Utv = Utvisningsminuter | Utv = Utvisningsminuter | Utv = Utvisningsminuter | Utv = Utvisningsminuter | Utv = Utvisningsminuter |
| År                            | Lag                           | Mästerskap                    | Matcher | Mål                     | Assists                 | Poäng                   | Utv                     |                         |
| ----------------------------- | ----------------------------- | ----------------------------- | ------- | ----------------------- | ----------------------- | ----------------------- | ----------------------- | ----------------------- |
| 2021                          | Tjeckien                      | U18-VM                        | 4       | 0                       | 0                       | 0                       | 0                       |                         |
| 2021                          | Tjeckien                      | Hlinka Gretzky                | 4       | 3                       | 1                       | 4                       | 2                       |                         |
| 2022                          | Tjeckien                      | U18-VM                        | 6       | 9                       | 2                       | 11                      | 2                       |                         |
| 2022                          | Tjeckien                      | JVM                           | 7       | 2                       | 6                       | 8                       | 0                       |                         |
| 2023                          | Tjeckien                      | JVM                           | 7       | 7                       | 2                       | 9                       | 2                       |                         |
| Junior totalt                 | Junior totalt                 | Junior totalt                 | 28      | 21                      | 11                      | 32                      | 6                       |                         |